# Saint-Illiers-la-Ville
Saint-Illiers-la-Ville település Franciaországban, Yvelines megyében. Lakosainak száma 356 fő (2022. január 1.). Saint-Illiers-la-Ville Bréval, Lommoye, Perdreauville, Rosny-sur-Seine és Saint-Illiers-le-Bois községekkel határos.

## Népesség
A település népessége az elmúlt években az alábbi módon változott:
| Lakosok száma | 343  | 344  | 354  | 395  | 396  | 390  | 378  | 367  | 356  |
|               | 2013 | 2015 | 2016 | 2017 | 2018 | 2019 | 2020 | 2021 | 2022 |